# Solo Boys
Albums de CharlÉlie Couture
Art & Scalp
(1985) Solo Girls
(1988)
Solo Boys est un album de CharlÉlie Couture sorti en 1987.

## Liste des titres de l'album
Toutes les chansons sont écrites et composées par CharlÉlie Couture.
| No  | Titre                                    | Durée |
| --- | ---------------------------------------- | ----- |
| 1.  | Bémol boogie                             | 4:27  |
| 2.  | Keep on movin' (Esmeralda 2nd)           | 4:40  |
| 3.  | Demain ailleurs                          | 3:34  |
| 4.  | L'histoire de Bernard (Workers)          | 3:36  |
| 5.  | La suprême dimension (Zarathoustra rock) | 4:15  |
| 6.  | Jacky                                    | 3:29  |
| 7.  | Longues distances / Calling              | 3:47  |
| 8.  | Tu joues toujours                        | 4:40  |
| 9.  | Guitarist                                | 4:34  |
| 10. | Solo boys                                | 3:37  |

## Personnel

### Musiciens
- CharlÉlie Couture : chant, guitare, piano
- Jerry Lipkins : claviers, guitare basse, synthétiseurs, chœurs
- Alice Botté : guitares, chœurs
- Abram Causse : batterie, percussions
- Junior Mac Gonnan : basse, saxophone, clarinette
- Ray Lema : piano (3), synthétiseur (6)
- The Flamingo Horns : cuivres (1, 6)
- Ann Calvert : chœurs
- Yvonne Jones : chœurs

### Production
- Philippe Abadie : Ingénieur du son au Studio Fying Boat
- Ludovic Lanen : Ingénieur du son au Studio Vénus à Longueville
- Michel Dierickx : Ingénieur du son au Studio I.C.P. à Bruxelles